# Megophthalmus scanica
Megophthalmus scanica är en insektsart som beskrevs av Carl Fredrik Fallén 1806. Megophthalmus scanica ingår i släktet Megophthalmus och familjen dvärgstritar. Inga underarter finns listade i Catalogue of Life.